# Fortuna liga 2019/20 (Tsjechië)
De Fortuna liga 2019/20 was het 27e seizoen van het Tsjechisch nationaal voetbalkampioenschap. Het ging van start op 12 juli 2019 en had moeten eindigen op 31 mei 2020, maar vanwege de coronapandemie werd de laatste wedstrijd gespeeld op 12 juli 2020.

## Clubs
16 clubs spelen het seizoen 2019/20 in de Fortuna liga. Uit Praag komen maar liefst drie clubs. De regio's Hradec Králové, Karlsbad, Pardubice, Vysočina en Zuid-Moravië leveren dit seizoen geen clubs op het hoogste niveau.
| Club                       | Stad               | Stadion                                     | Afbeelding | Opening | Capaciteit |
| -------------------------- | ------------------ | ------------------------------------------- | ---------- | ------- | ---------- |
| FC Baník Ostrava           | Ostrava            | Městský stadion v Ostravě-Vítkovicích       |            | 1938    | 15.123     |
| Bohemians 1905 Praag       | Vršovice, Praag    | Ďolíček                                     |            | 1932    | 5000       |
| SK Dynamo České Budějovice | České Budějovice   | Fotbalový stadion Střelecký ostrov          |            | 1940    | 6681       |
| FC Fastav Zlín             | Zlín               | Stadion Letná                               |            | 1926    | 5898       |
| FK Jablonec                | Jablonec nad Nisou | Stadion Střelnice                           |            | 1955    | 6108       |
| MFK Karviná                | Karviná            | Městský stadion Karviná                     |            | 2016    | 4833       |
| FK Mladá Boleslav          | Mladá Boleslav     | Městský stadion Mladá Boleslav              |            | 2005    | 5000       |
| SFC Opava                  | Opava              | Městský stadion Opava                       |            | 1973    | 7758       |
| 1. FK Příbram              | Příbram            | Na Litavce                                  |            | 1955    | 9100       |
| SK Sigma Olomouc           | Olomouc            | Andrův stadion                              |            | 1940    | 12.541     |
| SK Slavia Praag            | Vršovice, Praag    | Sinobo Stadium                              |            | 2008    | 20.232     |
| 1. FC Slovácko             | Uherské Hradiště   | Městský fotbalový stadion Miroslava Valenty |            | 2003    | 8000       |
| FC Slovan Liberec          | Liberec            | Stadion u Nisy                              |            | 1934    | 9900       |
| AC Sparta Praag            | Bubeneč, Praag     | Generali Arena                              |            | 1917    | 18.887     |
| FK Teplice                 | Teplice            | Stadion Na Stínadlech                       |            | 1973    | 18.221     |
| FC Viktoria Pilsen         | Pilsen             | Stadion města Plzně                         |            | 1955    | 11.700     |

## Eindstand

### Reguliere competitie
|     | Club                        | WG | W  | G  | V  | DV | DT | P  |                                         |
| --- | --------------------------- | -- | -- | -- | -- | -- | -- | -- | --------------------------------------- |
| 1.  | SK Slavia Praha1            | 30 | 22 | 6  | 2  | 58 | 10 | 72 | Geplaatst voor de Titelplay-off         |
| 2.  | FC Viktoria Pilsen          | 30 | 20 | 6  | 4  | 60 | 22 | 66 | Geplaatst voor de Titelplay-off         |
| 3.  | AC Sparta Praag             | 30 | 14 | 8  | 8  | 55 | 35 | 50 | Geplaatst voor de Titelplay-off         |
| 4.  | FK Jablonec                 | 30 | 14 | 7  | 9  | 46 | 41 | 49 | Geplaatst voor de Titelplay-off         |
| 5.  | FC Slovan Liberec           | 30 | 14 | 5  | 11 | 50 | 38 | 47 | Geplaatst voor de Titelplay-off         |
| 6.  | FC Baník Ostrava            | 30 | 12 | 9  | 9  | 42 | 34 | 45 | Geplaatst voor de Titelplay-off         |
| 7.  | SK Dynamo České Budějovice2 | 30 | 13 | 4  | 13 | 46 | 45 | 43 | Geplaatst voor de Europa leagueplay-off |
| 8.  | Bohemians 1905 Praag        | 30 | 12 | 6  | 12 | 38 | 41 | 42 | Geplaatst voor de Europa leagueplay-off |
| 9.  | 1. FC Slovácko              | 30 | 11 | 9  | 10 | 35 | 35 | 42 | Geplaatst voor de Europa leagueplay-off |
| 10. | FK Mladá Boleslav           | 30 | 11 | 7  | 12 | 48 | 52 | 40 | Geplaatst voor de Europa leagueplay-off |
| 11. | SK Sigma Olomouc            | 30 | 8  | 12 | 10 | 36 | 37 | 36 | Geplaatst voor de degradatieplay-off    |
| 12. | FK Teplice                  | 30 | 7  | 10 | 13 | 29 | 49 | 31 | Geplaatst voor de degradatieplay-off    |
| 13. | FC Fastav Zlín              | 30 | 7  | 6  | 17 | 25 | 47 | 27 | Geplaatst voor de degradatieplay-off    |
| 14. | MFK Karviná                 | 30 | 5  | 11 | 14 | 23 | 39 | 26 | Geplaatst voor de degradatieplay-off    |
| 15. | SFC Opava                   | 30 | 5  | 8  | 17 | 16 | 47 | 23 | Geplaatst voor de degradatieplay-off    |
| 16. | 1. FK Příbram               | 30 | 5  | 6  | 19 | 19 | 54 | 21 | Geplaatst voor de degradatieplay-off    |

1 SK Slavia Praag was in dit seizoen de titelverdediger. 

2 SK Dynamo České Budějovice was in dit seizoen de nieuwkomer, zij speelde in het voorgaande seizoen niet op het hoogste niveau van het Tsjechische voetbal. 

### Titelplay-off
|    | Club               | WG | W  | G  | V  | DV | DT | P  |                                                                   |
| -- | ------------------ | -- | -- | -- | -- | -- | -- | -- | ----------------------------------------------------------------- |
| 1. | SK Slavia Praha    | 35 | 26 | 7  | 2  | 69 | 12 | 85 | Derde voorronde UEFA Champions League 2020/21                     |
| 2. | FC Viktoria Pilsen | 35 | 23 | 7  | 5  | 68 | 24 | 76 | Derde voorronde UEFA Champions League 2020/21                     |
| 3. | AC Sparta Praag3   | 35 | 17 | 9  | 9  | 66 | 40 | 60 | Derde voorronde UEFA Europa League 2020/21                        |
| 4. | FK Jablonec        | 35 | 14 | 9  | 12 | 48 | 52 | 51 | Tweede voorronde UEFA Europa League 2020/21                       |
| 5. | FC Slovan Liberec  | 35 | 15 | 6  | 14 | 55 | 51 | 51 | Barragewedstrijd voor Tweede voorronde UEFA Europa League 2020/21 |
| 6. | FC Baník Ostrava   | 35 | 12 | 11 | 12 | 47 | 43 | 47 |                                                                   |

3 AC Sparta Praag was de winnaar van de Tsjechische beker van dit seizoen. 

### Europa leagueplay-off

#### Semifinales Europa leagueplay-off
| Thuisteam in de 1e wedstrijd | Totaal | Uitteam in de 1e wedstrijd     | Uitslag 1e wedstrijd | Uitslag 2e wedstrijd |
| ---------------------------- | ------ | ------------------------------ | -------------------- | -------------------- |
| FK Mladá Boleslav (10)       | 4–1    | SK Dynamo České Budějovice (7) | 2–1                  | 2–0                  |
| 1. FC Slovácko (9)           | 2–4    | Bohemians 1905 Praag (8)       | 1–2                  | 1–2                  |

#### Finale Europa leagueplay-off
| Thuisteam in de 1e wedstrijd | Totaal | Uitteam in de 1e wedstrijd | Uitslag 1e wedstrijd | Uitslag 2e wedstrijd |
| ---------------------------- | ------ | -------------------------- | -------------------- | -------------------- |
| FK Mladá Boleslav            | 4–2    | Bohemians 1905 Praag       | 3–0                  | 1–2                  |

#### Barragewedstrijd Europa leagueplay-off
| Thuisteam         | Eindstand | Uitteam           |
| ----------------- | --------- | ----------------- |
| FC Slovan Liberec | 2–0       | FK Mladá Boleslav |

### Stand degradatieplay-off
|     | Club             | WG | W | G  | V  | DV | DT | P  |
| --- | ---------------- | -- | - | -- | -- | -- | -- | -- |
| 11. | SK Sigma Olomouc | 33 | 9 | 13 | 11 | 39 | 40 | 40 |
| 12. | FK Teplice       | 33 | 9 | 11 | 13 | 37 | 51 | 38 |
| 13. | FC Fastav Zlín   | 33 | 9 | 6  | 18 | 30 | 52 | 33 |
| 14. | MFK Karviná      | 33 | 5 | 12 | 16 | 25 | 46 | 27 |
| 15. | SFC Opava        | 33 | 5 | 10 | 18 | 17 | 50 | 25 |
| 16. | 1. FK Příbram    | 33 | 6 | 7  | 20 | 21 | 55 | 25 |

Met nog twee speelronden te spelen is de rest van de degradatieplay-off afgelast omdat bij een speler van SFC Opava het coronavirus was vastgesteld. Geen club speelde daarom barragewedstrijden tegen degradatie of degradeerde direct.

## Statistieken

### Topscorers
14 doelpunten
- Petar Musa (SK Slavia Praag)
- Libor Kozák (AC Sparta Praag)

13 doelpunten
- Lukáš Budínský (FK Mladá Boleslav)

12 doelpunten
- Jakub Řezníček (FK Teplice)
- Guélor Kanga (AC Sparta Praag)

10 doelpunten
- Pavel Bucha (FC Viktoria Pilsen)
- Nikolaj Komlitsjenko (FK Mladá Boleslav)
- Roman Potočný (FC Baník Ostrava)
- Martin Doležal (FK Jablonec)
- Michael Krmenčík (FC Viktoria Pilsen)

### Assists
11 assists
- Nicolae Stanciu (SK Slavia Praag)

10 assists
- Adriel Ba Loua (MFK Karviná)

8 assists
- Tomáš Malinský (FC Slovan Liberec)
- Aleš Čermák (FC Viktoria Pilsen)
- Pavel Bucha (FC Viktoria Pilsen – 4 / FK Mladá Boleslav – 4)

7 assists
- Marek Matějovský (FK Mladá Boleslav)
- Jiří Fleišman (FC Baník Ostrava)
- Petr Ševčík (SK Slavia Praag)
- Vladimir Jovovič (FK Jablonec)
- Adam Hložek (AC Sparta Praag)[3]

1993/94 · 1994/95 · 1995/96 · 1996/97 · 1997/98 · 1998/99 · 1999/00 · 2000/01 · 2001/02 · 2002/03 · 2003/04 · 2004/05 · 2005/06 · 2006/07 · 2007/08 · 2008/09 · 2009/10 · 2010/11 · 2011/12 · 2012/13 · 2013/14 · 2014/15 · 2015/16 · 2016/17 · 2017/18 · 2018/19 · 2019/20 · 2020/21 · 2021/22 · 2022/23 · 2023/24
Nationale competities:
Albanië · Andorra · Armenië · België · Bosnië en Herzegovina · Bulgarije · Cyprus · Denemarken · Duitsland · Engeland · Estland ('19 '20) · Faeröer ('19 '20) · Finland ('19 '20) · Frankrijk · Gibraltar · Griekenland · Hongarije · IJsland ('19 '20) · Ierland ('19 '20) · Israël · Italië · Kazachstan ('19 '20) · Kroatië · Letland ('19 '20) · Litouwen ('19 '20) · Luxemburg · Malta · Moldavië ('19 '20) · Montenegro · Nederland · Noord-Ierland · Noord-Macedonië · Noorwegen ('19 '20) · Oekraïne · Oostenrijk · Polen · Portugal · Roemenië · Rusland · San Marino · Schotland · Servië · Slovenië · Slowakije · Spanje · Tsjechië · Turkije · Wales · Zweden ('19 '20) · Zwitserland
Europese competities: Super Cup 2019 · Champions League · Europa League